# Ryota Tanabe
Ryota Tanabe (田鍋 陵太 Tanabe Ryōta?, nacido el 10 de abril de 1993 en Itabashi, Tokio) es un futbolista japonés que se desempeña como centrocampista.

## Trayectoria

### Clubes
| Club             | País  | Año         |
| ---------------- | ----- | ----------- |
| Nagoya Grampus   | Japón | 2012 - 2017 |
| J. League sub-22 | Japón | 2014 - 2015 |
| Roasso Kumamoto  | Japón | 2017        |

## Estadística de carrera

### J. League
| Club             | Año   | J. League | J. League | Copa J. League | Copa J. League | Total | Total |
| Club             | Año   | Part.     | Goles     | Part.          | Goles          | Part. | Goles |
| ---------------- | ----- | --------- | --------- | -------------- | -------------- | ----- | ----- |
| Nagoya Grampus   | 2012  | 3         | 0         | 0              | 0              | 3     | 0     |
| Nagoya Grampus   | 2013  | 4         | 0         | 4              | 0              | 8     | 0     |
| Nagoya Grampus   | 2014  | 13        | 2         | 4              | 0              | 17    | 2     |
| Nagoya Grampus   | 2015  | 5         | 0         | 3              | 0              | 8     | 0     |
| Nagoya Grampus   | 2016  | 0         | 0         | 0              | 0              | 0     | 0     |
| Nagoya Grampus   | 2017  | 2         | 0         | -              | -              | 2     | 0     |
| J. League sub-22 | 2014  | 1         | 0         | -              | -              | 1     | 0     |
| J. League sub-22 | 2015  | 1         | 0         | -              | -              | 1     | 0     |
| Roasso Kumamoto  | 2017  | 0         | 0         | -              | -              | 0     | 0     |
| Total            | Total | 29        | 2         | 11             | 0              | 40    | 2     |